# Tournoi de tennis de San José
Ne pas confondre avec le tournoi de tennis de la côte Pacifique qui a lieu à San José de 1994 à 2013
Le tournoi de San José est un tournoi de tennis féminin se disputant à San José (en Californie) sur dur en juillet/août.
Ce tournoi fait partie des US Open Series. Il est créé en 2018 en remplacement du tournoi de tennis de Stanford et classé en catégorie WTA 500.
Auparavant, le tournoi de San José était un tournoi de tennis masculin du circuit ATP qui s'est déroulé sur dur en 1977 à 1979.

## Palmarès dames

### Simple
| No | Date       | Nom et lieu du tournoi                              | Catégorie                                           | Dotation                                            | Surface                                             | Vainqueure                                          | Finaliste                                           | Score                                               |                                                     |
| -- | ---------- | --------------------------------------------------- | --------------------------------------------------- | --------------------------------------------------- | --------------------------------------------------- | --------------------------------------------------- | --------------------------------------------------- | --------------------------------------------------- | --------------------------------------------------- |
| 1  | 30-07-2018 | Mubadala Silicon Valley Classic, San José           | Premier                                             | 733 900 $                                           | Dur (ext.)                                          | Mihaela Buzărnescu                                  | María Sákkari                                       | 6-1, 6-0                                            | Tableau                                             |
| 2  | 29-07-2019 | Mubadala Silicon Valley Classic, San José           | Premier                                             | 811 081 $                                           | Dur (ext.)                                          | Zheng Saisai                                        | Aryna Sabalenka                                     | 6-3, 7-63                                           | Tableau                                             |
|    | 2020       | Tournoi annulé en raison de la pandémie de Covid-19 | Tournoi annulé en raison de la pandémie de Covid-19 | Tournoi annulé en raison de la pandémie de Covid-19 | Tournoi annulé en raison de la pandémie de Covid-19 | Tournoi annulé en raison de la pandémie de Covid-19 | Tournoi annulé en raison de la pandémie de Covid-19 | Tournoi annulé en raison de la pandémie de Covid-19 | Tournoi annulé en raison de la pandémie de Covid-19 |
| 3  | 02-08-2021 | Mubadala Silicon Valley Classic, San José           | WTA 500                                             | 565 530 $                                           | Dur (ext.)                                          | Danielle Collins                                    | Daria Kasatkina                                     | 6-3, 6-710, 6-1                                     | Tableau                                             |
| 4  | 01-08-2022 | Mubadala Silicon Valley Classic, San José           | WTA 500                                             | 757 900 $                                           | Dur (ext.)                                          | Daria Kasatkina                                     | Shelby Rogers                                       | 62-7, 6-1, 6-2                                      | Tableau                                             |

### Double
| No | Date       | Nom et lieu du tournoi                              | Catégorie                                           | Dotation                                            | Surface                                             | Vainqueure                                          | Finaliste                                           | Score                                               |                                                     |
| -- | ---------- | --------------------------------------------------- | --------------------------------------------------- | --------------------------------------------------- | --------------------------------------------------- | --------------------------------------------------- | --------------------------------------------------- | --------------------------------------------------- | --------------------------------------------------- |
| 1  | 30-07-2018 | Mubadala Silicon Valley Classic San José            | Premier                                             | 733 900 $                                           | Dur (ext.)                                          | Latisha Chan Květa Peschke                          | Lyudmyla Kichenok Nadiia Kichenok                   | 6-4, 6-1                                            | Tableau                                             |
| 2  | 29-07-2019 | Mubadala Silicon Valley Classic San José            | Premier                                             | 733 900 $                                           | Dur (ext.)                                          | Nicole Melichar Kveta Peschke                       | Shuko Aoyama Ena Shibahara                          | 6-4, 6-4                                            | Tableau                                             |
|    | 2020       | Tournoi annulé en raison de la pandémie de Covid-19 | Tournoi annulé en raison de la pandémie de Covid-19 | Tournoi annulé en raison de la pandémie de Covid-19 | Tournoi annulé en raison de la pandémie de Covid-19 | Tournoi annulé en raison de la pandémie de Covid-19 | Tournoi annulé en raison de la pandémie de Covid-19 | Tournoi annulé en raison de la pandémie de Covid-19 | Tournoi annulé en raison de la pandémie de Covid-19 |
| 3  | 02-08-2021 | Mubadala Silicon Valley Classic San José            | WTA 500                                             | 565 530 $                                           | Dur (ext.)                                          | Darija Jurak Andreja Klepač                         | Gabriela Dabrowski Luisa Stefani                    | 6-1, 7-5                                            | Tableau                                             |
| 4  | 01-08-2022 | Mubadala Silicon Valley Classic San José            | WTA 500                                             | 757 900 $                                           | Dur (ext.)                                          | Xu Yifan Yang Zhaoxuan                              | Shuko Aoyama Chan Hao-ching                         | 7-5, 6-0                                            | Tableau                                             |

## Palmarès messieurs

### Simple
| No | Date       | Nom et lieu du tournoi                    | Catégorie | Dotation | Surface    | Vainqueur    | Finaliste      | Score         |  |
| -- | ---------- | ----------------------------------------- | --------- | -------- | ---------- | ------------ | -------------- | ------------- |  |
| 1  | 14-02-1977 | American Home Shield Tournament, San José |           | NC $     | Dur (ext.) | Jiří Hřebec  | Sandy Mayer    | 3-6, 6-4, 7-5 |  |
| 2  | 17-04-1978 | , San José                                |           | 50 000 $ | Dur (ext.) | Arthur Ashe  | Bernard Mitton | 6-7, 6-1, 6-2 |  |
| 3  | 16-04-1979 | Smythe Grand Prix, San José               |           | 50 000 $ | Dur (ext.) | John McEnroe | Peter Fleming  | 7-6, 7-6      |  |

### Double
| No | Date       | Nom et lieu du tournoi                    | Catégorie | Dotation | Surface    | Vainqueurs                 | Finalistes               | Score    |  |
| -- | ---------- | ----------------------------------------- | --------- | -------- | ---------- | -------------------------- | ------------------------ | -------- |  |
| 1  | 14-02-1977 | American Home Shield Tournament, San José |           | NC $     | Dur (ext.) | Bob Hewitt Frew McMillan   | Tom Gorman Geoff Masters | 6-2, 6-3 |  |
| 2  | 17-04-1978 | , San José                                |           | 50 000 $ | Dur (ext.) | Gene Mayer Sandy Mayer     | Hank Pfister Brad Rowe   | 6-3, 6-4 |  |
| 3  | 16-04-1979 | Smythe Grand Prix, San José               |           | 50 000 $ | Dur (ext.) | Peter Fleming John McEnroe | Hank Pfister Brad Rowe   | 6-3, 6-4 |  |